# プロゲステロン受容体
プロゲステロン受容体（Progesterone receptor；PR）は、NR3C3（核内受容体サブファミリー3、グループC、メンバー3）とも呼ばれる、細胞内に存在するタンパク質である。ステロイドホルモンであるプロゲステロンによって活性化される。
ヒトでは、染色体11q22に存在する1つのPGR 遺伝子にコードされており、分子量の異なる3つのアイソフォーム、PR-A、PR-B、PR-Cが存在する。PR-Bはプロゲステロンの作用を上方制御し、PR-AはPR-Bの効果を抑制する役割を担っている。

## 機序
プロゲステロン受容体の誘導には、プロゲステロンを必要とする。結合するホルモンが存在しない場合、カルボキシル末端は転写を阻害する。ホルモンに結合すると構造変化が起こり、抑制作用が解除される。プロゲステロン阻害薬は構造的再構成を抑制する。
プロゲステロンが受容体に結合した後、二量体化を伴う再構築が起こり、複合体は核に入りDNAに結合する。そこで転写が行われ、伝令RNAが形成され、リボソームによって翻訳され、特定のタンパク質が作られる。

## 構造
他のステロイド受容体と同様に、プロゲステロン受容体は、N末端の調節ドメイン、DNA結合ドメイン、ヒンジ部、C末端のリガンド結合ドメインから構成されている。プロゲステロン受容体Bには、TAF-3と呼ばれる特殊な転写活性化機能（TAF）が、アミノ酸末端のB上流セグメント（BUS）に存在する。このセグメントは受容体Aには存在しない。

## アイソフォーム
プロゲステロン受容体欠損マウスで実証された通り、プロゲステロンの生理作用は核内受容体のステロイド受容体スーパーファミリーの一員であるヒトプロゲステロン受容体（hPR）の存在に完全に依存している。シングルコピーのhPR遺伝子は、別々のプロモーターと翻訳開始点を用いて、2つのアイソフォーム、hPR-Aと-Bを生成する。hPR-BのN末端のみに165アミノ酸が追加されている以外は同一のものである。hPR-BはhPR-Aと多くの重要な構造ドメインを共有しているが、実際には機能的に異なる2つの転写因子であり、それぞれの応答遺伝子と生理作用をほとんど重複なく媒介する。PR-Aを欠損させたマウスモデルでは、PR-Bのみが産生され、PR-Bはエストロゲン単独またはプロゲステロンとエストロゲンの存在下で、上皮細胞の増殖を抑制するのではなく、むしろ寄与することが予想外に明らかにされた。これらの結果は、子宮においてPR-AアイソフォームはPR-B依存性の増殖だけでなく、エストロゲン誘導性の増殖にも対抗するために必要であることを示唆している。

## 機能的多型
ヒトのPR遺伝子には、4つの多型と5つの共通ハプロタイプを含む6つの可変部位が同定されている。プロモーター領域の多型の1つである+331G/Aは、ユニークな転写開始部位を作り出している。生化学的アッセイにより、+331G/A 多型は PR 遺伝子の転写を増加させ、石川県子宮内膜癌細胞株における hPR-B の産生を促進することが示された。
現在、いくつかの研究で、プロゲステロン受容体遺伝子の+331G/A多型と乳癌や子宮内膜癌との関連はないことが示されている。しかし、これらの追跡調査は、+331A SNPの希少性により、決定的な結論を出すには標本数と統計的検出力が不足している。現在、この受容体のどの多型が癌に重要であるかは不明である。欧州以外の21の集団を対象とした研究で、PR遺伝子のPROGINSハプロタイプ内の2つのマーカーが、卵巣癌および乳癌と正の相関があることが同定された。

## 動物研究

### 発達
PRのノックアウトマウスでは、乳腺の小葉腺胞の発達が著しく損なわれ、思春期には乳管の発達が遅れるが最終的に正常に成熟することが判明している。

### 行動
ネズミの周産期には、プロゲステロン受容体（PR）が中脳皮質ドーパミン経路の腹側被蓋野（VTA）と内側前頭前野（mPFC）の両方で一過性に発現することが知られている。この時期のPRの活性は、VTAからmPFCへのドーパミン神経支配の発達に影響を与える。PR活性が変化すると、mPFCのドーパミン神経支配に変化が見られ、VTAのドーパミン合成の律速酵素であるチロシン水酸化酵素（TH）にも影響が現れる。この領域におけるTHの発現は、ドーパミン作動性活性の指標であり、ワーキングメモリー、注意、行動抑制、認知柔軟性など、中脳皮質ドーパミン経路を介した複雑な認知行動の正常かつ重要な発達に関与していると考えられる。
新生仔期のラットにRU 486などのPR拮抗薬を投与すると、PR免疫活性（PR-ir）と強く共発現するチロシン水酸化酵素免疫活性（TH-ir）細胞密度の低下が幼若期のラットの大脳皮質で見られることが研究により明らかにされている。その後、成体では、VTAにおけるTH-irの減少も示される。このTH-ir線維発現の変化は、新生児期のPR拮抗薬投与によるドーパミン作動性活性の変化の指標であり、その後、成体における行動抑制や衝動性を測定するタスクの成績や、認知の柔軟性を損なうことが示されている。PRノックアウトマウスにおいても、VTAにおけるドーパミン活性の低下により、同様の認知的柔軟性の障害が認められた。
逆に、中脳皮質ドーパミン経路が発達する周産期に、17α-ヒドロキシプロゲステロンカプロエートなどのPR作動薬をネズミに投与すると、mPFCへのドーパミン神経支配が増加する。その結果、TH-ir線維密度も増加する。このTH-ir線維とドーパミン作動性活性の増加は、後年、固執性が増して認知的柔軟性が損なわれることとも関連している。
これらの知見は、ネズミの初期発生におけるPRの発現が、その後の認知機能に影響を与えることを示唆している。さらに、中脳皮質ドーパミン神経経路の発達の重要な時期にPR活性のレベルが異常になると、その後の複雑な認知行動の形成に関わる特定の行動神経回路に大きな影響を与える可能性があるように思われる。

## リガンド

### 作動薬
- 内因性黄体ホルモン（例：プロゲステロン）
- 合成黄体ホルモン（例：ノルエチステロン、レボノルゲストレル、酢酸メドロキシプロゲステロン、酢酸メゲストロール（英語版）、ジドロゲステロン（英語版）、ドロスピレノン）

### 混合作用
- 選択的プロゲステロン受容体修飾薬（例：酢酸ウリプリスタル（英語版）、酢酸テラプリストン（英語版）、ビラプリサン（英語版）、アソプリスニル（英語版）、エカミン酸アソプリスニル（英語版））[23]

### 拮抗薬
- 黄体ホルモン拮抗薬（英語版）（例：ミフェプリストン、アグレプリストン、オナプリストン（英語版）、ロナプリサン（英語版）、リロプリストン（英語版）、トリプリストン（英語版）など）[23]

## 相互作用
プロゲステロン受容体は、下記の分子と相互作用する。
- KLF9（英語版）[24]
- 核内受容体補助抑制因子2（英語版）[25]
- UBE3A（英語版）[26]

## 関連資料
- “Progesterone receptor activity in leiomyomatosis peritonealis disseminata”. International Journal of Gynecological Pathology 18 (3):  259–64. (July 1999). doi:10.1097/00004347-199907000-00012. PMID 12090595.
- “Progesterone receptor transcription and non-transcription signaling mechanisms”. Steroids 68 (10–13):  761–70. (November 2003). doi:10.1016/S0039-128X(03)00129-6. PMID 14667966.
- “Progesterone-dependent regulation of female reproductive activity by two distinct progesterone receptor isoforms”. Steroids 68 (10–13):  771–8. (November 2003). doi:10.1016/S0039-128X(03)00126-0. PMID 14667967.
- “Ligand and DNA-dependent phosphorylation of human progesterone receptor in vitro”. Proceedings of the National Academy of Sciences of the United States of America 89 (7):  2664–8. (April 1992). Bibcode: 1992PNAS...89.2664B. doi:10.1073/pnas.89.7.2664. PMC 48722. PMID 1557371.
- “Two distinct estrogen-regulated promoters generate transcripts encoding the two functionally different human progesterone receptor forms A and B”. The EMBO Journal 9 (5):  1603–14. (May 1990). doi:10.1002/j.1460-2075.1990.tb08280.x. PMC 551856. PMID 2328727.
- “Mechanisms of nuclear localization of the progesterone receptor: evidence for interaction between monomers”. Cell 57 (7):  1147–54. (June 1989). doi:10.1016/0092-8674(89)90052-4. PMID 2736623.
- “The interaction of canrenone with oestrogen and progesterone receptors in human uterine cytosol”. British Journal of Clinical Pharmacology 15 (1):  95–101. (January 1983). doi:10.1111/j.1365-2125.1983.tb01470.x. PMC 1427833. PMID 6849751.
- “Sequence and characterization of a coactivator for the steroid hormone receptor superfamily”. Science 270 (5240):  1354–7. (November 1995). Bibcode: 1995Sci...270.1354O. doi:10.1126/science.270.5240.1354. PMID 7481822.
- “Identification of phosphorylation sites unique to the B form of human progesterone receptor. In vitro phosphorylation by casein kinase II”. The Journal of Biological Chemistry 269 (49):  31034–40. (December 1994). doi:10.1016/S0021-9258(18)47386-3. PMID 7983041.
- “No evidence for the expression of the progesterone receptor on peripheral blood lymphocytes during pregnancy”. Human Reproduction 9 (8):  1546–9. (August 1994). doi:10.1093/oxfordjournals.humrep.a138746. PMID 7989520.
- “Negative interaction between the RelA(p65) subunit of NF-kappaB and the progesterone receptor”. The Journal of Biological Chemistry 271 (11):  6217–24. (March 1996). doi:10.1074/jbc.271.11.6217. PMID 8626413.
- “Progesterone receptor immunoreactivity at the maternofetal interface of first trimester pregnancy: a study of the trophoblast population”. Human Reproduction 11 (2):  413–9. (February 1996). doi:10.1093/humrep/11.2.413. PMID 8671234.
- “Differential interaction of nuclear receptors with the putative human transcriptional coactivator hTIF1”. The Journal of Biological Chemistry 272 (18):  12062–8. (May 1997). doi:10.1074/jbc.272.18.12062. PMID 9115274.
- “Steroid receptor induction of gene transcription: a two-step model”. Proceedings of the National Academy of Sciences of the United States of America 94 (15):  7879–84. (July 1997). Bibcode: 1997PNAS...94.7879J. doi:10.1073/pnas.94.15.7879. PMC 21523. PMID 9223281.
- “Expression of progesterone receptor mRNA in the first trimester human placenta”. Biochemistry and Molecular Biology International 42 (6):  1235–40. (September 1997). doi:10.1080/15216549700203701. PMID 9305541.
- “Progesterone receptor variants found in breast cells repress transcription by wild-type receptors”. Breast Cancer Research and Treatment 48 (3):  231–41. (April 1998). doi:10.1023/A:1005941117247. PMID 9598870.
- “Atomic structure of progesterone complexed with its receptor”. Nature 393 (6683):  392–6. (May 1998). Bibcode: 1998Natur.393..392W. doi:10.1038/30775. PMID 9620806.
- “High-mobility group chromatin proteins 1 and 2 functionally interact with steroid hormone receptors to enhance their DNA binding in vitro and transcriptional activity in mammalian cells”. Molecular and Cellular Biology 18 (8):  4471–87. (August 1998). doi:10.1128/mcb.18.8.4471. PMC 109033. PMID 9671457.
- “The Angelman syndrome-associated protein, E6-AP, is a coactivator for the nuclear hormone receptor superfamily”. Molecular and Cellular Biology 19 (2):  1182–9. (February 1999). doi:10.1128/mcb.19.2.1182. PMC 116047. PMID 9891052.